# Maxsandro Barbosa de Oliveira
Maxsandro Barbosa de Oliveira (Rio de Janeiro, 3 augustus 1972) is een voormalig Braziliaans voetballer.